# Ensch
Ensch település Németországban, Rajna-vidék-Pfalz tartományban. Lakosainak száma 456 fő (2023. december 31.).

## Földrajza
Schweichtől 15 km-re, keletre a Mosel partján fekszik, a víziút és az 53-as szövetségi főút mellett mellett, négy kilométerre a Trier-Föhren légikikötőtől.
Ensch-hez tartozik Kahlbachmühle lakóövezet is.

## Történelme
Első hivatalos említése 893-ből való. Eredeti Ancun elnevezése az idők folyamán így változott:
- 1033 Enciche
- 1098 Einsce
- 1127 Ensce
- 1240/41 Ensche
- azóta Entsch/Ensch

A régészek kiterjedt római villa és fürdő maradványait tárták fel a területén.
Már Boemund II. von Saarbrücken († 1367) 1354–1362 között trieri érsek és választófejedelem az 1366-os évben tíz akónyi enschi bort rendelt egyéb jogok mellett.
Egészen a francia forradalomig két uralkodóház, a kurtrieri és a St. Paulin-i osztozott rajta Pfalzel és Leiwen székhellyel. A francia megszállás alatt az adminisztrációt átszervezték és Ensch Mehring polgármesterségként része lett Schweich kantonnak, a Trieri Kerület, Saarland megyében.
Barbara Next-Matysiak történésznő megírta a község krónikáját, amit könyvformában az Ensch Heimatverein 1991-ben ki is adott.

## Népesség
A település népességének változása:
| Lakosok száma | 506  | 470  | 473  | 474  | 445  | 456  |
|               | 1975 | 2017 | 2019 | 2021 | 2022 | 2023 |

| Jahr | Einwohner |
| 1815 | 455       |
| 1835 | 506       |
| 1871 | 576       |
| 1905 | 511       |
| 1939 | 518       |
| 1950 | 532       |

| Jahr | Einwohner |
| 1961 | 517       |
| 1970 | 506       |
| 1987 | 478       |
| 1997 | 459       |
| 2005 | 483       |
| 2015 | 474       |